# Espectre eixamplat per salt de freqüència

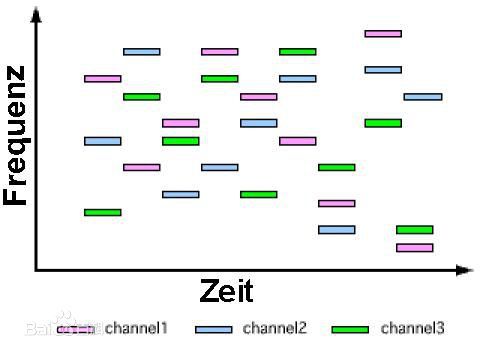
Fig.1 Gràfic freqüència-temps on es pot veure que el senyal va saltant de banda freqüencial

L'espectre eixamplat per salt de freqüència (de l'anglès Frequency hopping Spread Spectrum o FHSS) és una tècnica de modulació en espectre eixamplat en què el senyal s'emet sobre una sèrie de radiofreqüències aparentment aleatòries, saltant de freqüència en freqüència sincrònicament amb el transmissor. El seu principal desavantatge és el seua baixa amplada de banda. Els receptors no autoritzats escoltaran un senyal inintel·ligible. Si intentés interceptar el senyal, només s'aconseguiria per a uns pocs bits.

## Inventors
El 1899 Guglielmo Marconi va experimentar amb una recepció selectiva de freqüència en un intent de minimitzar les interferències.
Les primeres mencions sobre el salt de freqüència a la literatura oberta es troben a la patent nord-americana 725.605 concedida a Nikola Tesla el 17 de març de 1903 i al llibre Wireless Telegraphy de Jonathan Zenneck, pioner de la ràdio (alemany, 1908, traducció a l'anglès McGraw Hill, 1915), tot i que Zenneck ell mateix afirma que Telefunken ja ho havia provat. Nikola Tesla no esmenta directament la frase "salt de freqüència", però sens dubte hi fa al·lusió. Amb el títol de Mètode de senyalització, la patent descriu un sistema que permetria la comunicació per ràdio sense que es puguin alterar, interceptar o interferir de cap manera els senyals o missatges.
L'exèrcit alemany va fer un ús limitat del salt de freqüència per a la comunicació entre punts de comandament fixos a la Primera Guerra Mundial per evitar les escoltes de les forces britàniques, que no tenien la tecnologia per seguir la seqüència. El llibre de Jonathan Zenneck Wireless Telegraphy es va publicar originalment en alemany el 1908, però també es va traduir a l'anglès el 1915 quan l'enemic començava a utilitzar el salt de freqüència a la primera línia. Zenneck era un físic i enginyer elèctric alemany que s'havia interessat per la ràdio assistint a conferències de Tesla sobre "ciències sense fils". La telegrafia sense fils inclou una secció sobre el salt de freqüència i, com que es va convertir en un text estàndard durant molts anys, probablement va introduir la tecnologia a una generació d’enginyers.
Un enginyer i inventor polonès, Leonard Danilewicz, se li va acudir la idea el 1929. A la dècada de 1930 es van registrar altres patents, inclosa una de Willem Broertjes (patent nord-americana 1.869.659, publicada el 2 d'agost de 1932).
Durant la Segona Guerra Mundial, el cos de senyals de l'exèrcit nord-americà estava inventant un sistema de comunicació anomenat SIGSALY, que incorporava l'espectre estès en un context de freqüència única. Tot i això, SIGSALY era un sistema de comunicacions d’alt secret, de manera que la seva existència no es va conèixer fins als anys vuitanta.
El 1942, l'actriu Hedy Lamarr i el compositor George Antheil van rebre la patent dels EUA 2.292.387 pel seu "Sistema de comunicacions secretes". Aquesta versió inicial prevista de salt de freqüència se suposava que havia d’utilitzar un piano-roll per canviar entre 88 freqüències i tenia la intenció de fer que els torpedes guiats per ràdio fossin més difícils de detectar o encallar pels enemics, però no hi ha constància de cap dispositiu en producció. La patent es va redescobrir a la dècada de 1950 durant les cerques de patents, quan empreses privades van desenvolupar de manera independent l'accés múltiple de divisió de codi de seqüència directa, una forma d'espectre estès que no salta freqüències, i des de llavors s'ha citat diverses vegades.
Ray Zinn, cofundador de Micrel Corporation, va desenvolupar una aplicació pràctica del salt de freqüència. Zinn va desenvolupar un mètode que permet als dispositius de ràdio funcionar sense necessitat de sincronitzar un receptor amb un transmissor. Mitjançant modes de salt de freqüència, el mètode de Zinn s'aplica principalment en aplicacions sense fils de baixa velocitat de dades, com ara mesurament d’utilitat, control i mesurament de màquines i equips i control remot. El 2006 Zinn va rebre la patent nord-americana 6.996.399 pel seu "Dispositiu i mètode sense fils que utilitzen modes de salt de freqüència".

## Ús civil
Als Estats Units, des que la Comissió Federal de Comunicacions (FCC) va modificar les normes per permetre els sistemes FHSS a la banda no regulada de 2,4 GHz, molts dispositius de consum en aquesta banda han utilitzat diversos modes FHSS. eFCC CFR 47 part 15.247 cobreix la normativa als EUA per a bandes de 902–928 MHz, 2400–2483,5 MHz i 5725–5850 MHz, i els requisits per al salt de freqüència.
Alguns walkie-talkies que fan servir tecnologia FHSS han estat desenvolupats per a ús sense llicència a la banda de 900 MHz. La tecnologia FHSS també s'utilitza en molts transmissors i receptors controlats per ràdio que s'utilitzen per a models de vehicles, avions i drons. S'aconsegueix un tipus d’accés múltiple que permet operar simultàniament centenars de parells de transmissors / receptors a la mateixa banda en contrast amb els sistemes anteriors controlats per ràdio FM o AM que tenien canals simultanis limitats.

## Ús militar
Els senyals d'espectre expandit són altament resistents a la interferència deliberada, tret que l'adversari tingui coneixement de les característiques d'extensió. Les ràdios militars utilitzen tècniques criptogràfiques per generar la seqüència de canals sota el control d'una clau secreta Transmissió de Seguretat (TRANSEC) que l'emissor i el receptor comparteixen per avançat.
Per si mateix, el salt de freqüència proporciona una protecció limitada contra escoltes (intercepció de la comunicació) i "jamming" (interferències per impedir la comunicació). La majoria de les ràdios de salt de freqüència militars moderns també utilitzen dispositius d'encriptació externs com el KY-57 o el més modern KY-100, els quals encripten la informació que serà transmesa. Les ràdios militars dels Estats Units utilitzen el salt de freqüència inclòs en les famílies JTIDS/MIDS, HAVE QUICK i SINCGARS.

## Propietats
Una transmissió en espectre eixamplat ofereix 3 avantatges principals:
1. Els senyals en espectre eixamplat són altament resistents al soroll i a la interferència.
2. Els senyals en espectre eixamplat són difícils d'interceptar. Una transmissió d'aquest tipus sona com un soroll de curta durada, o com un increment en el soroll en qualsevol receptor, excepte per al qual estigui fent servir la seqüència que va ser usada pel transmissor.
3. Transmissions en espectre eixamplat poden compartir una banda de freqüència amb molts tipus de transmissions convencionals amb mínima interferència.

La tecnologia d'espectre eixamplat per salt en freqüència (FHSS) consisteix a transmetre una part de la informació en una determinada freqüència durant un interval de temps trucada (Dwell time) i inferior a 400 ms. Passat aquest temps es canvia la freqüència d'emissió i se segueix transmetent a una altra freqüència. D'aquesta manera cada tram d'informació es va transmetent a una freqüència diferent durant un interval molt curt de temps.
L'ordre en els salts en freqüència es determina segons una seqüència pseudoaleatòria emmagatzemada en unes taules, i que tant l'emissor i el receptor han de conèixer. Si es manté la sincronització en els salts de freqüències s'aconsegueix que, encara que en el temps es canviï de canal físic, a nivell lògic es manté un sol canal pel qual es realitza la comunicació.
Aquesta tècnica també utilitza la zona dels 2,4 GHz, que s'organitza en 79 canals amb una amplada de banda d'1 MHz cadascun. El nombre de salts per segon és regulat per cada país, així, per exemple, Estats Units fixa una taxa mínima de saltes de 2,5 per segon. (1 s/2,5) = 400 ms.
L'estàndard IEEE 802.11 defineix la modulació aplicable en aquest cas. S'utilitza la modulació en freqüència FSK (Frequency Shift Keying), amb una velocitat d'1 Mbps ampliable a 2 Mbps.
En la revisió de l'estàndard, la 802.11b, aquesta velocitat també ha augmentat a 11 Mbps. La tècnica FHSS seria equivalent a una multiplexació en freqüència.

## Les variacions de FHSS
L'espectre eixamplat adaptable amb salt de freqüència (AFH) (com s'usa en Bluetooth) millora la resistència a la interferència de ràdio freqüència, evitant les freqüències d'amuntegament a la seqüència de salt. Aquest tipus de transmissió d'adaptació és més fàcil d'implementar amb FHSS que amb DSSS.
El concepte clau darrere d'AFH és utilitzar només les freqüències "bones", evitant els canals-potser freqüència "dolentes" els canals de freqüència "dolentes" estan experimentant un esvaïment selectiu de freqüència, o potser algun tercer està tractant de comunicar-se a través de aquestes bandes.. Per tant, AFH ha de complementar-se amb un mecanisme per detectar bons / mals canals.
No obstant això, si la interferència de ràdio freqüència és en si mateixa dinàmica, llavors l'estratègia de "retirada canal dolent", aplicat a AFH podria no funcionar bé. Per exemple, si hi ha diverses xarxes de salt de freqüència en un mateix lloc (com Bluetooth Piconet), aleshores elles estan interferint mútuament i l'estratègia d'AFH falla per evitar aquesta interferència.
El problema de la interferència dinàmica, és la reducció gradual dels canals de salt disponibles i la compatibilitat amb dispositius bluetooth heretats, això es va resoldre a la versió 1.2 de l'estàndard Bluetooth (2003). Altres estratègies per a l'adaptació dinàmica del patró de salt de freqüència s'han reportat a la literatura. Aquesta situació pot passar sovint als escenaris que usen espectre sense llicència.